# Nintendo Switch

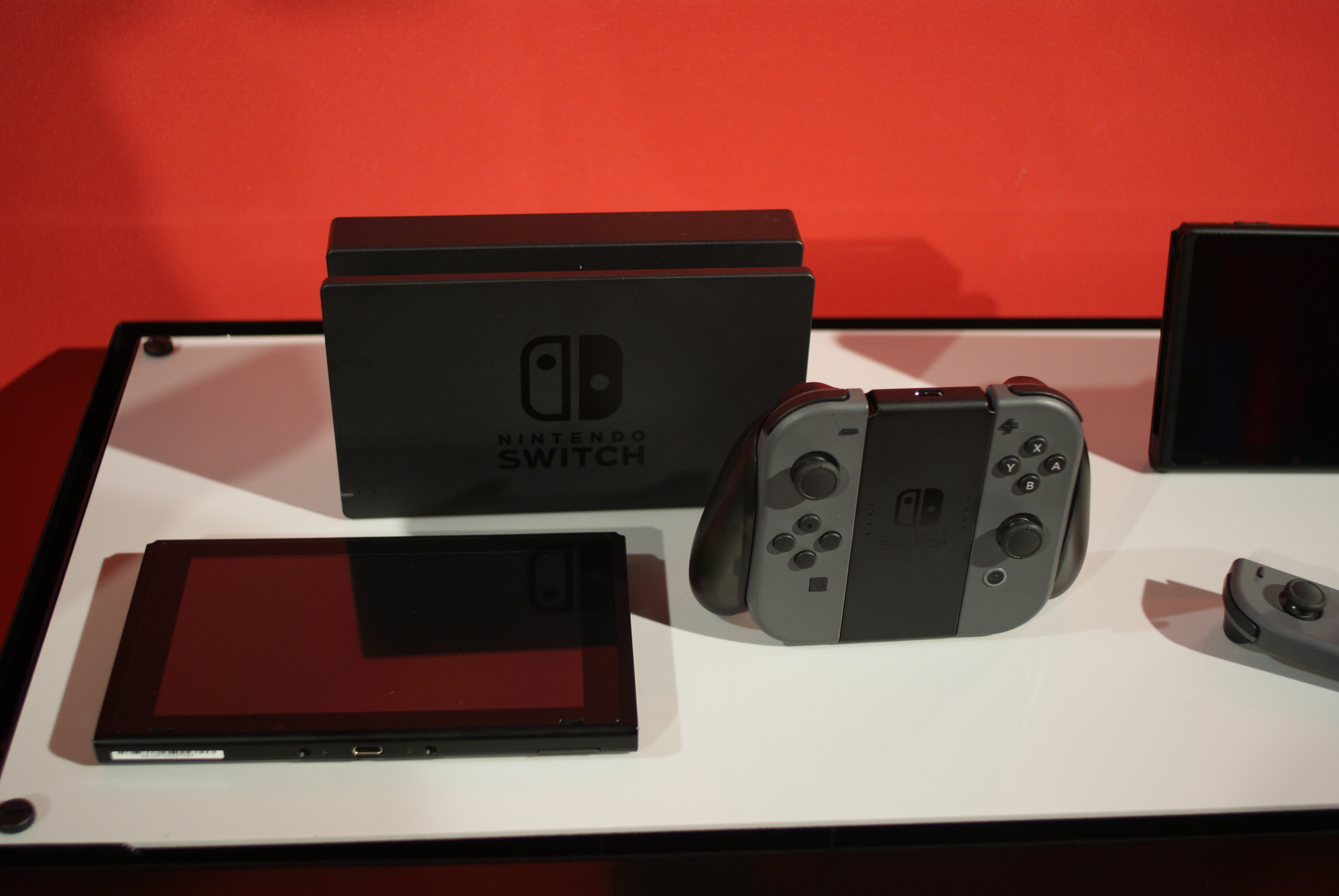
Nintendo Switch med skärm, handkontroller och tillbehör.

Nintendo Switch är Nintendos sjunde stationära spelkonsol (räknat i Europa) som släpptes den 3 mars 2017. Systemet var tidigare känt under projektnamnet NX och är en stationär och bärbar konsolhybrid som har en LCD-skärm och två avtagbara kontroller på sidorna. För att projicera bilden på en TV-apparat placeras konsolen i en medföljande dockningsstation. Switch är Nintendos sjunde spelkonsol som primärt inriktar sig på hemmabruk. Spelen släpps på kassetter, liknande de till Nintendo 3DS. Nintendo Switch är inte bakåtkompatibel med fysiska Wii U- och Nintendo 3DS-spel. Den konkurrerar med konsolerna Playstation 4 och Xbox One eftersom de alla tillhör den åttonde generationens konsoler. Den 20 september 2019 släpptes en variant av Switch som kallas Nintendo Switch Lite, som är dedikerad till enbart bärbart spelande och är mindre än en vanlig Switch. Den 8 oktober 2021 släpptes en ny version av Nintendo Switch, kallad "OLED-modellen". Uppföljaren Nintendo Switch 2 kommer att släppas under år 2025 enligt deras hemsida.

## Lansering
Nintendo Switch utannonserades genom en trailer på Nintendos hemsida och Youtube-kanal den 20 oktober 2016. Under en presentation i Tokyo den 13 januari 2017 meddelade Nintendo att konsolen skulle släppas den 3 mars 2017. Det blev den första konsolen från Nintendo att släppas simultant över hela världen. Nintendo Switch lanserades med riktpriset 299,99 USA-dollar i USA och 29 980 yen i Japan. Det blev den mest sålda konsolen från Nintendo under en lanseringshelg någonsin i Norden, Europa och Nordamerika. Konsolen släpptes med spelen 1-2-Switch, Fast RMX, I Am Setsuna, Just Dance 2017, The Legend of Zelda: Breath of the Wild, Shovel Knight, Skylanders Imaginators, Snipperclips, Super Bomberman R och Voez.

## Spelkontroll
De två kontrollerna som kan fästas på basenheten kallas Joy-Con (L) och Joy-Con (R) och de kan även användas separat eller fästas i Joy-Con Grip så att de bildar en mer traditionell spelkontroll. Varje Joy-Con har en inbyggd accelerometer, gyrosensor och HD-rumble-funktion och den högra har en NFC-enhet som tillåter kommunikation med bland annat amiibos samt en IR-kamera. Vid lanseringen fanns Joy-Con-kontrollerna i färguppsättningarna grå, neonblå och neonröd, men sedan dess har det tillkommit många olika färger och mönster på dem. Det släpptes även en Pro Controller, liknande den som finns till Wii U. Det finns även flera olika kontroller som liknar pro-kontrollen från andra företag såsom ”Hori Wired Controller” eller ”PowerA WIRED CONTROLLER FOR NINTENDO SWITCH”. Nintendo släppte även kontrollen ”Pokéball plus” till spelen Pokémon: Let's Go, Pikachu! och Pokémon: Let's Go, Eevee! den 16 november 2018.

## Teknisk specifikation
Nintendo Switch är baserad på en Nvidia Tegra-processor som i sin tur bygger på ARM-arkitekturen. Nintendo har därmed lämnat PowerPC-arkitekturen som använts i de tre senaste konsolerna; Nintendo Gamecube, Wii och Wii U.
Dock är det tekniskt möjligt att spela Nintendo 3DS-spel genom att hårdvaran har vissa likheter och baseras på samma arkitektur. Dessutom kan äldre spel även köras genom emulering, av Nintendo kallad Virtual Console. Nintendo har dock ingen information tillgänglig för allmänheten om detta.
Nintendo Switch använder en USB-C-anslutning för både bild- och ljudutgång till dockan samt för dataöverföring och laddning av konsolens batteri. Handkontrollerna (Joy-Cons) laddas via sina fästen på konsolen när den laddas via dockan eller via en extern strömadapter.

### Modifiering
Hackare har upptäckt flera säkerhetsluckor i hårdvaran på de tidigaste Nintendo Switch-enheterna. Detta gör det möjligt att köra osignerad kod för att till exempel köra säkerhetskopierade spel. 
Tack vare NVIDIA Tegra-processorns likheter med den universella Tegra X1-processorn, som finns i en rad olika Android och Linux-baserade enheter, är det möjligt att köra både Linux i form av Ubuntu samt Google Android på en Nintendo Switch. Denna process kallas Switchroot. Tack vare möjligheten att köra Linux kan också äldre spelkonsoler emuleras på Nintendo Switch. Hårdvaran är så pass kraftfull att även Nintendo Gamecube och Wii-spel kan emuleras i nära full hastighet med Dolphin Emulator.
Genom att köra Android går det även att strömma spel via Nvidia Gamestream från en speldator över det lokala nätverket till en Nintendo Switch. Detta eftersom Nvidias egna spelprodukter, Shield, bygger på samma processor.

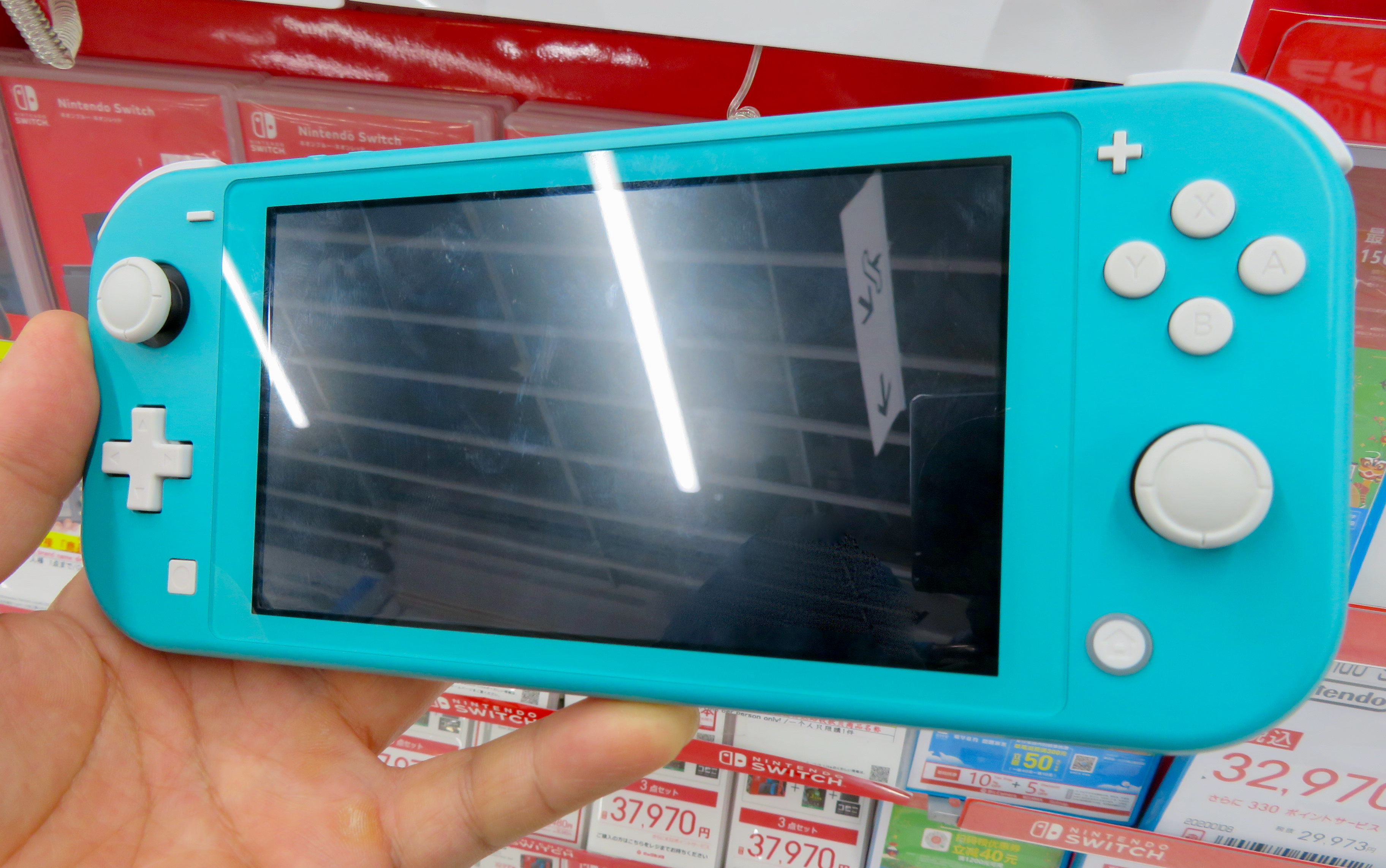
En Nintendo Switch Lite (turquoise)

## Nätverkstjänster
Nintendo Switch är den första konsolen från Nintendo med en betaltjänst för nätverksbaserade spel och tjänster inklusive en kommande mobilapplikation som kommer att interagera med konsolen. Applikationer för videotjänster som till exempel Netflix är i planeringsstadiet. Nintendo har allmänt gått ut med att Nintendo Switch inte kommer att inkludera en webbläsare, med motiveringen att "enheten endast är avsedd för spel". Hackare har dock lyckats hitta en dold webbläsare i systemet som används för exempelvis registrering till sociala nätverk.

## Spel
Spel till Nintendo Switch kan erhållas via antingen återförsäljarkanaler eller digitalt via Nintendo Eshop. Spel som distribueras i detaljhandeln lagras på egenutvecklade kassetter, liknande i design som spelkorten som används för Nintendo 3DS-spel, om än mindre och tunnare. Som världens första stora hybridkonsol är konsolen det första stora hemmaspelbara videospelssystemet som använder kassetter sedan Nintendo 64. På grund av sin lilla storlek på 31 x 21 x 3 millimeter (1,22 tum × 0,83 tum × 0,12 in) har Nintendo täckt varje patron med denatoniumbensoat, ett giftfritt bittermedel, för att avskräcka barn från att äta dem. Nintendo erbjöd ett rekommenderat marknadspris för Switch-spel vid konsolens lansering på 60 USD, motsvarande priset för nya spel på antingen Xbox One och Playstation 4. Nintendo tillåter annars förlag att sätta priset för ett spel och kräver endast att listpriset är detsamma för fysiska och digitala releaser, om en fysisk release görs. Detta har gjort att vissa spel som också är tillgängliga på andra konsoler har prissatts högre på Switch på grund av kostnaderna för att tillverka spelkortet för Switch-versionen.
Dessa är exempel på spel som släppts eller utannonserats till Nintendo Switch.
| - 1-2-Switch - Animal Crossing: New Horizons - ARMS - Bayonetta 2 - Donkey Kong Country: Tropical Freeze - Doom - Fortnite - FIFA 19 - Fire Emblem Engage - Fire Emblem Warriors - Hyrule Warriors - Just Dance 2019 - Kirby Star Allies - LEGO® CITY Undercover - Luigi's Mansion 3 - Mario Kart 8 Deluxe - Mario + Rabbids Kingdom Battle | - Metroid Prime 4 - Minecraft - Pokémon: Let's Go, Pikachu! och Let's Go, Eevee! - Rocket League - Sonic Mania - Splatoon 2 - Stardew Valley - Super Bomberman R - Super Mario Odyssey - Super Mario Party - Super Smash Bros. Ultimate - The Elder Scrolls V: Skyrim - The Legend of Zelda: Breath of the Wild - Xenoblade Chronicles 2 - Yooka-Laylee - Yoshi's Crafted World |

## Mest sålda spel
|    | Spel                                      | Utvecklare                     | Utgivare                     | Utgivningsdatum  | Sålda exemplar (juni 2024) |
| -- | ----------------------------------------- | ------------------------------ | ---------------------------- | ---------------- | -------------------------- |
| 1  | Mario Kart 8 Deluxe                       | Nintendo EPD                   | Nintendo                     | 28 april 2017    | 62,90 miljoner             |
| 2  | Animal Crossing: New Horizons             | Nintendo EPD                   | Nintendo                     | 20 mars 2020     | 45,85 miljoner             |
| 3  | Super Smash Bros. Ultimate                | Bandai Namco Studios Sora Ltd. | Nintendo                     | 7 december 2018  | 34,66 miljoner             |
| 4  | The Legend of Zelda: Breath of the Wild   | Nintendo EPD                   | Nintendo                     | 3 mars 2017      | 32,05 miljoner             |
| 5  | Super Mario Odyssey                       | Nintendo EPD                   | Nintendo                     | 27 oktober 2017  | 28,21 miljoner             |
| 6  | Pokémon Sword & Shield                    | Game Freak                     | The Pokémon Company Nintendo | 15 november 2019 | 26,35 miljoner             |
| 7  | Pokémon Scarlet & Violet                  | Game Freak                     | The Pokémon Company Nintendo | 18 november 2022 | 25,29 miljoner             |
| 8  | Super Mario Party                         | NDcube                         | Nintendo                     | 5 oktober 2018   | 20,84 miljoner             |
| 9  | The Legend of Zelda: Tears of the Kingdom | Nintendo EPD                   | Nintendo                     | 12 maj 2023      | 20,80 miljoner             |
| 10 | New Super Mario Bros. U Deluxe            | Nintendo EPD                   | Nintendo                     | 11 januari 2019  | 17,61 miljoner             |
| 11 | Ring Fit Adventure                        | Nintendo EPD                   | Nintendo                     | 18 oktober 2019  | 15,38 miljoner             |
| 12 | Pokémon Let's Go Pikachu! & Eevee!        | Game Freak                     | The Pokémon Company Nintendo | 16 november 2018 | 15,07 miljoner             |
| 13 | Pokémon Brilliant Diamond & Shining Pearl | ILCA                           | The Pokémon Company Nintendo | 19 november 2021 | 15,06 miljoner             |
| 14 | Pokémon Legends: Arceus                   | Game Freak                     | The Pokémon Company Nintendo | 28 januari 2022  | 14,83 miljoner             |
| 15 | Luigi's Mansion 3                         | Next Level Games               | Nintendo                     | 31 oktober 2019  | 14,25 miljoner             |
| 16 | Splatoon 2                                | Nintendo EPD                   | Nintendo                     | 21 juli 2017     | 13,60 miljoner             |
| 17 | Super Mario 3D World + Bowser's Fury      | Nintendo EPD                   | Nintendo                     | 12 februari 2021 | 13,47 miljoner             |
| 18 | Super Mario Bros. Wonder                  | Nintendo EPD                   | Nintendo                     | 20 oktober 2023  | 13,44 miljoner             |
| 19 | Nintendo Switch Sports                    | Nintendo EPD                   | Nintendo                     | 29 april 2022    | 13,11 miljoner             |
| 20 | Mario Party Superstars                    | NDcube                         | Nintendo                     | 29 oktober 2021  | 12,89 miljoner             |